# Selxen
Selxen ist ein Ortsteil des Fleckens Aerzen im Landkreis Hameln-Pyrmont in Niedersachsen.

## Geographische Lage
Der Ort liegt etwa sieben Kilometer südwestlich der Kreisstadt Hameln. Von Westen nach Osten durchfließt die Humme den Ort.

## Geschichte
Erstmals wurde Selxen 1288 unter dem Namen Selekessen urkundlich erwähnt.
Am 1. Januar 1973 wurde Selxen in den Flecken Aerzen eingegliedert.

## Ortswappen
Das Ortswappen zeigt, auf silbernen Grund, fünf grüne Eichen; zwei unten, drei oben.
Der Landgemeinde Selxen wurde mit Erlass vom 6. Oktober 1933 die Genehmigung zur Führung des Wappens vom Preußischen Staatsministerium erteilt.

## Kultur und Sehenswürdigkeiten
Seit dem Jahr 2000 findet alljährlich ein sogenanntes Gassenkegeln im Ort statt.

## Verkehr

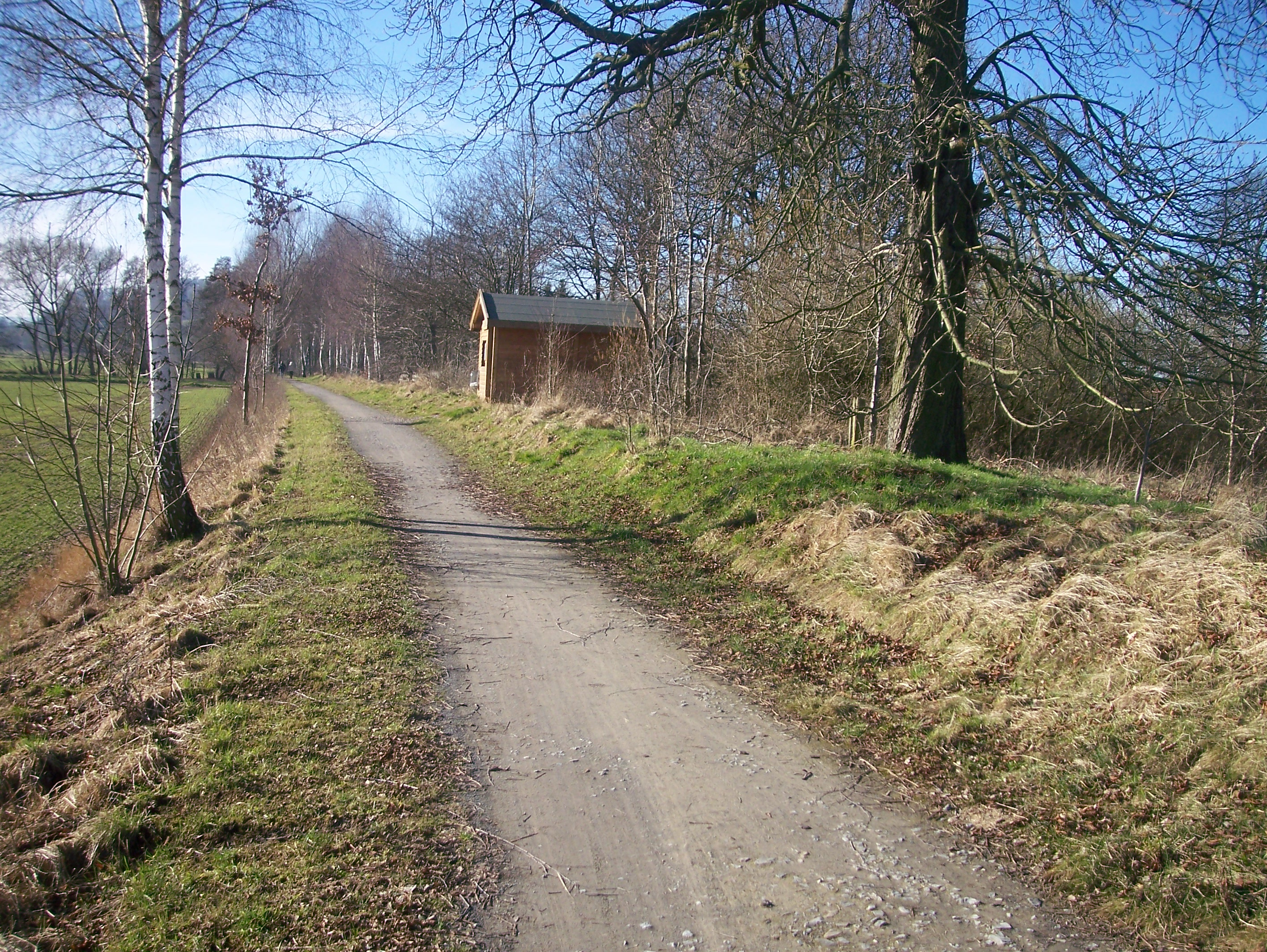
Ehemaliger Haltepunkt Selxen der Lager Bahn – Heute ist die Bahntrasse ein Fahrradweg

### Straßenverkehr
Selxen liegt an der Bundesstraße 1. Die nächste Autobahn ist die Bundesautobahn 2 bei Rehren.

### Schienenverkehr
Von 1897 bis 1980 war Selxen über einen Haltepunkt der Lager Bahn an den SPNV in Richtung Hameln und Bielefeld angebunden. Der Güterverkehr wurde 1985 aufgegeben und die Strecke abgebaut. Mittlerweile kann die Trasse als Radweg benutzt werden.

### Flugverkehr
Die nächsten Flughäfen sind der Flughafen Hannover und Flughafen Paderborn/Lippstadt.